# Маріо Сараіва Нгвенья
Маріо Сараіва Нгвенья, у деяких джерелах також Маріо Сарайва Нгуенья (Mario Saraiva Ngwenya) — мозамбіцький політик та дипломат. Надзвичайний і Повноважний посол Республіки Мозамбік в РФ та в Україні за сумісництвом.

## Життєпис
З 2013 року — Надзвичайний і Повноважний посол Республіки Мозамбік в РФ, в Україні та Білорусі за сумісництвом.
22 жовтня 2013 року — вручив вірчі грамоти Президенту Росії.
3 червня 2013 року — вручив копії вірчих грамот Спеціальному представнику України з питань Близького Сходу та Африки Геннадію Латію.
5 липня 2013 року — вручив вірчі грамоти Президенту України Віктору Януковичу.
8 квітня 2014 року — вручив копії вірчих грамот заступнику Міністра закордонних справ Білорусі Валентину Рибакову.
12 грудня 2014 року — вручив вірчі грамоти Президенту Білорусі Олександру Лукашенку.